# Nemoria pulcherrima
Nemoria pulcherrima är en fjärilsart som beskrevs av Barnes och Mcdunnough 1916. Nemoria pulcherrima ingår i släktet Nemoria och familjen mätare. Inga underarter finns listade i Catalogue of Life.